# El juego más divertido
El juego más divertido és una pel·lícula espanyola d'estil comèdia dirigida el 1988 per Emilio Martínez-Lázaro i protagonitzada per Victoria Abril i Antonio Vicente Valero Osma.

## Argument
Dos actors força popular de televisió, Ada i Bruno, es troben rodant una telesèrie molt popular i de gran audiència "Hotel de Fez". Ambdós viuran un romanç molt particular darrere la pantalla que els trastocarà la vida, ja que no troben ni el moment ni la manera de consumar-lo. Alhora, el productor de la Sèrie, Tomàs, Dionisio i Betty s'hi veuen embolicats en la història que a poc a poc s'anirà complicant amb l'aparició de dos estranys personatges, Longinos i Retama. La història va prenent forma a través de la sèrie de televisió, mesclant ficció i realitat fins a arribar a formar un embull imprevisible.

## Repartiment
- Victoria Abril - Ada / Sara
- Antonio Vicente Valero Osma - Bruno / Mario
- Maribel Verdú - Betty
- Antonio Resines - Tomás
- Santiago Ramos - Dionisio
- Miguel Rellán - Longinos Vázquez
- Ricard Borràs - José Retama (com a Ricard Borrás)
- El Gran Wyoming - Ricardo Almonte